# Aplonis
Aplonis é um gênero de ave da família Sturnidae. São essencialmente habitantes de ilhas na Indonésia, Oceania e Austrália, embora algumas espécies estendam sua ocorrência até a península Malaia, sul do Vietnã e nordeste de Queensland.

## Espécies
O gênero Aplonis contém 25 espécies. Destas, 3 foram extintas em tempos históricos:
- Aplonis metallica (Temminck, 1824)
- Aplonis circumscripta (Meyer, AB, 1884)
- Aplonis mystacea (Ogilvie-Grant, 1911)
- Aplonis cantoroides (Gray, GR, 1862)
- Aplonis crassa (Sclater, PL, 1883)
- Aplonis feadensis (Ramsay, EP, 1882)
- Aplonis insularis Mayr, 1931
- Aplonis magna (Schlegel, 1871)
- Aplonis brunneicapillus (Danis, 1938)
- Aplonis grandis (Salvadori, 1881)
- Aplonis dichroa (Tristram, 1895)
- Aplonis zelandica (Quoy & Gaimard, 1830)
- Aplonis striata (Gmelin, JF, 1788)
- †Aplonis fusca Gould, 1836 − (extinto c. 1923)
  - †Aplonis fusca fusca (Gould, 1836) − (extinto c. 1923)
  - †Aplonis fusca hulliana (Mathews, 1928) − (extinto c. 1919)
- Aplonis santovestris Harrisson & Marshall, AJ, 1937
- Aplonis panayensis  (Scopoli, 1786)
- Aplonis mysolensis (Gray, GR, 1862)
- Aplonis minor (Bonaparte, 1850)
- Aplonis opaca (Kittlitz, 1833)
- Aplonis pelzelni Finsch, 1876 − (possivelmente extinto, c. 2000)
- Aplonis tabuensis (Gmelin, JF, 1788)
- Aplonis atrifusca (Peale, 1848)
- †Aplonis corvina (Kittlitz, 1833) − (extinto, meados do século XIX)
- †Aplonis mavornata Buller, 1887 − (extinto, meados do século XIX)
- Aplonis cinerascens Hartlaub & Finsch, 1871

Uma espécie adicional é conhecida apenas por fósseis:
- Aplonis diluvialis Steadman, 1989